# Zweden op het Europees kampioenschap voetbal 2020
Zweden was een van de deelnemende landen aan het Europees kampioenschap voetbal 2020. Het was de zevende deelname voor het land. Janne Andersson was de bondscoach. Zweden werd in de achtste finale uitgeschakeld door Oekraïne.

## Kwalificatie

### Kwalificatieduels
|                                                |                          |         |            |                                                                          |
| 23 maart 2019 «onderlinge duels» 18.00 (UTC+1) | Zweden                   | 2 − 1   | Roemenië   | Friends Arena, Solna Toeschouwers: 30.115 Scheidsrechter: Michael Oliver |
| 23 maart 2019 «onderlinge duels» 18.00 (UTC+1) | Quaison 33' Claesson 40' | Verslag | 58' Keșerü | Friends Arena, Solna Toeschouwers: 30.115 Scheidsrechter: Michael Oliver |

|                                                |                                   |         |                                                 |                                                                            |
| 26 maart 2019 «onderlinge duels» 20.45 (UTC+1) | Noorwegen                         | 3 − 3   | Zweden                                          | Ullevaalstadion, Oslo Toeschouwers: 23.439 Scheidsrechter: Gianluca Rocchi |
| 26 maart 2019 «onderlinge duels» 20.45 (UTC+1) | Johnsen 41' King 59' Kamara 90+7' | Verslag | 70' Claesson 86' (e.d.) Nordtveit 90+1' Quaison | Ullevaalstadion, Oslo Toeschouwers: 23.439 Scheidsrechter: Gianluca Rocchi |

|                                              |                                  |         |       |                                                                         |
| 7 juni 2019 «onderlinge duels» 20.45 (UTC+2) | Zweden                           | 3 − 0   | Malta | Friends Arena, Solna Toeschouwers: 26.421 Scheidsrechter: Robert Harvey |
| 7 juni 2019 «onderlinge duels» 20.45 (UTC+2) | Quaison 2' Claesson 50' Isak 81' | Verslag |       | Friends Arena, Solna Toeschouwers: 26.421 Scheidsrechter: Robert Harvey |

|                                               |                                                  |         |        |                                                                                       |
| 10 juni 2019 «onderlinge duels» 20.45 (UTC+2) | Spanje                                           | 3 − 0   | Zweden | Estadio Santiago Bernabéu, Madrid Toeschouwers: 72.205 Scheidsrechter: William Collum |
| 10 juni 2019 «onderlinge duels» 20.45 (UTC+2) | Ramos 64' (pen.) Morata 85' (pen.) Oyarzabal 87' | Verslag |        | Estadio Santiago Bernabéu, Madrid Toeschouwers: 72.205 Scheidsrechter: William Collum |

|                                                   |         |         |                                        |                                                                        |
| 5 september 2019 «onderlinge duels» 19.45 (UTC+1) | Faeröer | 0 − 4   | Zweden                                 | Tórsvøllur, Tórshavn Toeschouwers: 3.108 Scheidsrechter: Tiago Martins |
| 5 september 2019 «onderlinge duels» 19.45 (UTC+1) |         | Verslag | 12', 15' Isak 23' Lindelöf 41' Quaison | Tórsvøllur, Tórshavn Toeschouwers: 3.108 Scheidsrechter: Tiago Martins |

|                                                   |              |         |              |                                                                         |
| 8 september 2019 «onderlinge duels» 20.45 (UTC+2) | Zweden       | 1 − 1   | Noorwegen    | Friends Arena, Solna Toeschouwers: 38.372 Scheidsrechter: Slavko Vinčić |
| 8 september 2019 «onderlinge duels» 20.45 (UTC+2) | Forsberg 60' | Verslag | 45' Johansen | Friends Arena, Solna Toeschouwers: 38.372 Scheidsrechter: Slavko Vinčić |

|                                                  |       |         |                                                                   |                                                                              |
| 12 oktober 2019 «onderlinge duels» 20.45 (UTC+2) | Malta | 0 − 4   | Zweden                                                            | Ta' Qalistadion, Ta' Qali Toeschouwers: 10.702 Scheidsrechter: Sergej Ivanov |
| 12 oktober 2019 «onderlinge duels» 20.45 (UTC+2) |       | Verslag | 11' Danielson 58' (pen.), 71' (pen.) Se. Larsson 66' (e.d.) Agius | Ta' Qalistadion, Ta' Qali Toeschouwers: 10.702 Scheidsrechter: Sergej Ivanov |

|                                                  |          |         |               |                                                                          |
| 15 oktober 2019 «onderlinge duels» 20.45 (UTC+2) | Zweden   | 1 − 1   | Spanje        | Friends Arena, Solna Toeschouwers: 49.712 Scheidsrechter: Clément Turpin |
| 15 oktober 2019 «onderlinge duels» 20.45 (UTC+2) | Berg 50' | Verslag | 90+2' Rodrigo | Friends Arena, Solna Toeschouwers: 49.712 Scheidsrechter: Clément Turpin |

|                                                   |          |         |                      |                                                                                |
| 15 november 2019 «onderlinge duels» 21.45 (UTC+2) | Roemenië | 0 − 2   | Zweden               | Arena Națională, Boekarest Toeschouwers: 49.678 Scheidsrechter: Daniele Orsato |
| 15 november 2019 «onderlinge duels» 21.45 (UTC+2) |          | Verslag | 18' Berg 34' Quaison | Arena Națională, Boekarest Toeschouwers: 49.678 Scheidsrechter: Daniele Orsato |

|                                                   |                                         |         |         |                                                                     |
| 18 november 2019 «onderlinge duels» 20.45 (UTC+1) | Zweden                                  | 3 − 0   | Faeröer | Friends Arena, Solna Toeschouwers: 19.737 Scheidsrechter: Matej Jug |
| 18 november 2019 «onderlinge duels» 20.45 (UTC+1) | Andersson 29' Svanberg 72' Guidetti 80' | Verslag |         | Friends Arena, Solna Toeschouwers: 19.737 Scheidsrechter: Matej Jug |

### Eindstand groep F
| Nr. | Land      | GW | W | G | V | DV | DT | DS  | Ptn |
| --- | --------- | -- | - | - | - | -- | -- | --- | --- |
| 1   | Spanje    | 10 | 8 | 2 | 0 | 31 | 5  | +26 | 26  |
| 2   | Zweden    | 10 | 6 | 3 | 1 | 23 | 9  | +14 | 21  |
| 3   | Noorwegen | 10 | 4 | 5 | 1 | 19 | 11 | +8  | 17  |
| 4   | Roemenië  | 10 | 4 | 2 | 6 | 17 | 15 | +2  | 14  |
| 5   | Faeröer   | 10 | 1 | 0 | 9 | 4  | 30 | -26 | 3   |
| 6   | Malta     | 10 | 1 | 0 | 9 | 3  | 27 | -24 | 3   |

## EK-voorbereiding

### Wedstrijden
|                                              |                                   |       |         |                                                                   |
| 29 mei 2021 «onderlinge duels» 18:00 (UTC+2) | Zweden                            | 2 – 0 | Finland | Friends Arena, Solna Toeschouwers: 0 Scheidsrechter: Jakob Kehlet |
| 29 mei 2021 «onderlinge duels» 18:00 (UTC+2) | Quaison 22' S. Larsson 58' (pen.) |       |         | Friends Arena, Solna Toeschouwers: 0 Scheidsrechter: Jakob Kehlet |

|                                              |                                     |       |                  |                                                                           |
| 5 juni 2021 «onderlinge duels» 20:45 (UTC+2) | Zweden                              | 3 – 1 | Armenië          | Friends Arena, Solna Toeschouwers: 500 Scheidsrechter: Mattias Gestranius |
| 5 juni 2021 «onderlinge duels» 20:45 (UTC+2) | Forsberg 16' Danielson 34' Berg 85' |       | 64' Biczachczian | Friends Arena, Solna Toeschouwers: 500 Scheidsrechter: Mattias Gestranius |

## Het Europees kampioenschap
De loting vond plaats op 30 november 2019 in Boekarest. Zweden werd ondergebracht in groep E, samen met Spanje, Polen en Slowakije.

### Uitrustingen
Sportmerk: adidas
| Thuis | Uit | Doelman |

### Selectie en statistieken
| Nr. | Naam                 | Geboortedatum | GW |   |   |   |   |   |   | Club                | Positie(s) |
| --- | -------------------- | ------------- | -- | - | - | - | - | - | - | ------------------- | ---------- |
| 1   | Robin Olsen          | 08-01-1990    | 4  | 0 | 0 | 0 | 0 | 0 | 0 | Everton FC          | GK         |
| 2   | Mikael Lustig        | 13-12-1986    | 4  | 0 | 1 | 0 | 0 | 0 | 3 | AIK Fotboll         | CB, RB     |
| 3   | Victor Lindelöf      | 17-07-1994    | 4  | 0 | 0 | 0 | 0 | 0 | 0 | Manchester United   | CB, RB, DM |
| 4   | Andreas Granqvist    | 16-04-1985    | 0  | 0 | 0 | 0 | 0 | 0 | 0 | Helsingborgs IF     | CB         |
| 5   | Pierre Bengtsson     | 12-04-1988    | 3  | 0 | 0 | 0 | 0 | 3 | 0 | Vejle BK            | LB         |
| 6   | Ludwig Augustinsson  | 21-04-1994    | 4  | 0 | 0 | 0 | 0 | 0 | 2 | Werder Bremen       | LB         |
| 7   | Sebastian Larsson    | 06-06-1985    | 4  | 0 | 0 | 0 | 0 | 0 | 1 | AIK Fotboll         | CM, AM     |
| 8   | Albin Ekdal          | 28-07-1989    | 4  | 0 | 0 | 0 | 0 | 0 | 1 | UC Sampdoria        | CM, AM     |
| 9   | Marcus Berg          | 17-08-1986    | 4  | 0 | 0 | 0 | 0 | 2 | 2 | FK Krasnodar        | CF         |
| 10  | Emil Forsberg        | 23-10-1991    | 4  | 4 | 1 | 0 | 0 | 0 | 3 | RB Leipzig          | LW, RW     |
| 11  | Alexander Isak       | 21-09-1999    | 4  | 0 | 0 | 0 | 0 | 0 | 3 | Real Sociedad       | CF         |
| 12  | Karl-Johan Johnsson  | 28-01-1990    | 0  | 0 | 0 | 0 | 0 | 0 | 0 | FC Kopenhagen       | GK         |
| 13  | Gustav Svensson      | 07-02-1987    | 1  | 0 | 0 | 0 | 0 | 1 | 0 | Guangzhou City      | DM         |
| 14  | Filip Helander       | 22-04-1993    | 1  | 0 | 0 | 0 | 0 | 1 | 0 | Rangers FC          | CB         |
| 15  | Ken Sema             | 30-09-1993    | 0  | 0 | 0 | 0 | 0 | 0 | 0 | Watford FC          | CM         |
| 16  | Emil Krafth          | 02-08-1994    | 4  | 0 | 0 | 0 | 0 | 4 | 0 | Newcastle United    | RB         |
| 17  | Viktor Claesson      | 02-01-1992    | 4  | 1 | 0 | 0 | 0 | 4 | 0 | FK Krasnodar        | CM, LW     |
| 18  | Pontus Jansson       | 13-02-1991    | 0  | 0 | 0 | 0 | 0 | 0 | 0 | Brentford FC        | CB         |
| 19  | Mattias Svanberg     | 05-01-1999    | 0  | 0 | 0 | 0 | 0 | 0 | 0 | Bologna FC          | CM         |
| 20  | Kristoffer Olsson    | 30-06-1995    | 4  | 0 | 1 | 0 | 0 | 0 | 3 | FK Krasnodar        | AM         |
| 21  | Dejan Kulusevski     | 25-04-2000    | 2  | 0 | 1 | 0 | 0 | 1 | 1 | Juventus FC         | RW, LW     |
| 22  | Robin Quaison        | 09-10-1993    | 4  | 0 | 0 | 0 | 0 | 3 | 1 | Mainz 05            | CM         |
| 23  | Kristoffer Nordfeldt | 23-06-1989    | 0  | 0 | 0 | 0 | 0 | 0 | 0 | Gençlerbirliği      | GK         |
| 24  | Marcus Danielson     | 08-04-1989    | 4  | 0 | 1 | 0 | 1 | 0 | 0 | Dalian Professional | CB         |
| 25  | Jordan Larsson       | 20-06-1997    | 0  | 0 | 0 | 0 | 0 | 0 | 0 | Spartak Moskou      | CF         |
| 26  | Jens Cajuste         | 10-08-1999    | 1  | 0 | 0 | 0 | 0 | 1 | 0 | FC Midtjylland      | DM         |

### Wedstrijden
| Nr. | Land      | GW | W | G | V | DV | DT | DS | Ptn |
| --- | --------- | -- | - | - | - | -- | -- | -- | --- |
| 1   | Zweden    | 3  | 2 | 1 | 0 | 4  | 2  | +2 | 7   |
| 2   | Spanje    | 3  | 1 | 2 | 0 | 6  | 1  | +5 | 5   |
| 3   | Slowakije | 3  | 1 | 0 | 2 | 2  | 7  | -5 | 3   |
| 4   | Polen     | 3  | 0 | 1 | 2 | 4  | 6  | -2 | 1   |

#### Groepsfase
|                                               |        |       |        |                                                                                   |
| 14 juni 2021 «onderlinge duels» 21:00 (UTC+2) | Spanje | 0 – 0 | Zweden | Estadio de La Cartuja, Sevilla Toeschouwers: 10.559 Scheidsrechter: Slavko Vinčić |
| 14 juni 2021 «onderlinge duels» 21:00 (UTC+2) |        |       |        | Estadio de La Cartuja, Sevilla Toeschouwers: 10.559 Scheidsrechter: Slavko Vinčić |

|                                               |                     |       |           |                                                                                        |
| 18 juni 2021 «onderlinge duels» 16:00 (UTC+3) | Zweden              | 1 – 0 | Slowakije | Krestovskistadion, Sint-Petersburg Toeschouwers: 11.525 Scheidsrechter: Daniel Siebert |
| 18 juni 2021 «onderlinge duels» 16:00 (UTC+3) | Forsberg 77' (pen.) |       |           | Krestovskistadion, Sint-Petersburg Toeschouwers: 11.525 Scheidsrechter: Daniel Siebert |

|                                               |                                 |       |                      |                                                                                        |
| 23 juni 2021 «onderlinge duels» 19:00 (UTC+3) | Zweden                          | 3 – 2 | Polen                | Krestovskistadion, Sint-Petersburg Toeschouwers: 14.252 Scheidsrechter: Michael Oliver |
| 23 juni 2021 «onderlinge duels» 19:00 (UTC+3) | Forsberg 2', 59' Claesson 90+4' |       | 61', 84' Lewandowski | Krestovskistadion, Sint-Petersburg Toeschouwers: 14.252 Scheidsrechter: Michael Oliver |

#### Achtste finale
|                                               |                            |              |                              |                                                                          |
| 29 juni 2021 «onderlinge duels» 20:00 (UTC+1) | Zweden                     | 1 – 2 (n.v.) | Oekraïne                     | Hampden Park, Glasgow Toeschouwers: 9.221 Scheidsrechter: Daniele Orsato |
| 29 juni 2021 «onderlinge duels» 20:00 (UTC+1) | Forsberg 43' Danielson 99' |              | 27' Zintsjenko 120+1' Dovbyk | Hampden Park, Glasgow Toeschouwers: 9.221 Scheidsrechter: Daniele Orsato |

SvFF · A-internationals · Selecties · Bondscoaches · Zweeds vrouwenelftal · Olympisch elftal · Zweden U21 · Zweden U20 · Zweden U19 · Zweden U18 · Zweden U17 · Zweden U16 · Vrouwen U17
1908 – 1919 ·
1920 – 1929 ·
1930 – 1939 ·
1940 – 1949 ·
1950 – 1959 ·
1960 – 1969 ·
1970 – 1979 ·
1980 – 1989 ·
1990 – 1999 ·
2000 – 2009 ·
2010 – 2019 ·
2020 − 2029
EK 1960 · 
EK 1964 · 
EK 1968 · 
EK 1972 · 
EK 1976 · 
EK 1980 · 
EK 1984 · 
EK 1988 · 
EK 1992 ·
EK 1996 · 
EK 2000 ·
EK 2004 ·
EK 2008 ·
EK 2012 · 
EK 2016 · 
EK 2020
WK 1930 · 
WK 1934 ·
WK 1938 ·
WK 1950 ·
WK 1954 · 
WK 1958 ·
WK 1962 · 
WK 1966 · 
WK 1970 ·
WK 1974 ·
WK 1978 ·
WK 1982 · 
WK 1986 · 
WK 1990 ·
WK 1994 ·
WK 1998 · 
WK 2002 ·
WK 2006 ·
WK 2010 · 
WK 2014 · 
WK 2018
OS 1908 · 
OS 1912 · 
OS 1920 · 
OS 1924 · 
OS 1928 · 
OS 1932 · 
OS 1936 · 
OS 1948 · 
OS 1952 · 
OS 1956 · 
OS 1964 · 
OS 1968 · 
OS 1972 · 
OS 1976 · 
OS 1980 · 
OS 1984 · 
OS 1988 · 
OS 1992 · 
OS 1996 · 
OS 2000 · 
OS 2004 · 
OS 2008 · 
OS 2012 · 
OS 2016
1908 · 
1909 · 
1910 · 
1911 · 
1912 · 
1913 · 
1914 · 
1915 · 
1916 · 
1917 · 
1918 · 
1919 · 
1920 · 
1921 · 
1922 · 
1923 · 
1924 · 
1925 · 
1926 · 
1927 · 
1928 · 
1929 · 
1930 · 
1931 · 
1932 · 
1933 · 
1934 · 
1935 · 
1936 · 
1937 · 
1938 · 
1939 · 
1940 ·
1941 ·
1942 ·
1943 ·
1944  ·
1945 · 
1946 · 
1947 · 
1948 · 
1949 · 
1950 · 
1952 · 
1952 · 
1953 · 
1954 · 
1955 · 
1956 · 
1957 · 
1958 · 
1959 ·
1960 · 
1961 · 
1962 · 
1963 · 
1964 · 
1965 · 
1966 · 
1967 · 
1968 · 
1969 ·
1970 · 
1971 · 
1972 · 
1973 · 
1974 · 
1975 · 
1976 · 
1977 · 
1978 · 
1979 ·
1980 · 
1981 · 
1982 · 
1983 · 
1984 · 
1985 · 
1986 · 
1987 · 
1988 · 
1989 · 
1990 · 
1991 · 
1992 · 
1993 · 
1994 · 
1995 · 
1996 · 
1997 · 
1998 · 
1999 · 
2000 · 
2001 · 
2002 · 
2003 · 
2004 · 
2005 · 
2006 · 
2007 · 
2008 · 
2009 · 
2010 · 
2011 · 
2012 · 
2013 · 
2014 · 
2015 · 
2016 · 
2017 · 
2018 ·
2019 ·
2020 ·
2021
Albanië ·
Algerije ·
Argentinië ·
Armenië ·
Australië ·
Azerbeidzjan ·
Bahrein ·
Barbados ·
België ·
Bosnië en Herzegovina ·
Botswana ·
Brazilië ·
Bulgarije ·
Chili ·
China ·
Colombia ·
Costa Rica ·
Cuba ·
Cyprus ·
DDR ·
Denemarken ·
Duitsland ·
Ecuador ·
Egypte ·
Engeland ·
Estland ·
Faeröer ·
Finland ·
Frankrijk ·
Georgië ·
Griekenland ·
Hongarije ·
Ierland ·
IJsland ·
Iran ·
Israël ·
Italië ·
Ivoorkust ·
Jamaica ·
Japan ·
Joegoslavië ·
Jordanië ·
Kameroen ·
Kazachstan ·
Kosovo ·
Kroatië ·
Letland ·
Liechtenstein ·
Litouwen ·
Luxemburg ·
Maleisië ·
Malta ·
Mexico ·
Moldavië ·
Montenegro ·
Nederland ·
Nieuw-Zeeland ·
Nigeria ·
Noord-Ierland ·
Noord-Korea ·
Noord-Macedonië ·
Noorwegen ·
Oekraïne ·
Oezbekistan ·
Oman ·
Oostenrijk ·
Paraguay ·
Peru ·
Polen ·
Portugal ·
Qatar ·
Roemenië ·
Rusland ·
San Marino ·
Saoedi-Arabië ·
Schotland ·
Senegal ·
Servië ·
Singapore ·
Slovenië ·
Slowakije ·
Sovjet-Unie ·
Spanje ·
Syrië ·
Thailand ·
Trinidad en Tobago ·
Tsjechië ·
Tsjecho-Slowakije ·
Tunesië ·
Turkije ·
Uruguay ·
Venezuela ·
Verenigde Arabische Emiraten ·
Verenigde Staten ·
Verenigd Koninkrijk ·
Wales ·
Wit-Rusland ·
Zuid-Afrika ·
Zuid-Korea ·
Zwitserland
Brazilië (1958) ·
Duitsland (2006) ·
Duitsland (2018) ·
Engeland (2006) ·
Engeland (2012) ·
Engeland (2018) ·
Frankrijk (2012) ·
Griekenland (2008) ·
Ierland (2016) ·
Italië (2016) ·
Mexico (2018) ·
Oekraïne (2012) ·
Oekraïne (2021) ·
Paraguay (2006) ·
Polen (2021) ·
Rusland (2008) ·
Slowakije (2021) ·
Spanje (2008) ·
Spanje (2021) ·
Trinidad en Tobago (2006) ·
Zuid-Korea (2018) ·
Zwitserland (2018)
1 Olsen ·
2 Lustig ·
3 Lindelöf ·
4 Granqvist  ·
5 Bengtsson ·
6 Augustinsson ·
7 S. Larsson ·
8 Ekdal ·
9 Berg ·
10 Forsberg ·
11 Isak ·
12 Johnsson ·
13 Svensson ·
14 Helander ·
15 Sema ·
16 Krafth ·
17 Claesson ·
18 Jansson ·
19 Svanberg ·
20 Olsson ·
21 Kulusevski ·
22 Quaison ·
23 Nordfeldt ·
24 Danielson ·
25 J. Larsson ·
26 Cajuste ·
Coach: Andersson